# Lympne
Lympne (engelskt uttal: [lɪm], tidigare även: Lymne) är en ort och civil parish i grevskapet Kent i sydöstra England. Orten ligger i distriktet Folkestone and Hythe, strax väster om Hythe. Tätorten (built-up area) hade 1 071 invånare vid folkräkningen år 2021.